# Yushima Seidō
Yushima Seidō (jap. 湯島聖堂) – świątynia konfucjańska w Tokio (dzielnica Bunkyō), w Japonii.

## Historia
Świątynia powstała w okresie Edo jako konfucjańska świątynia Sensei-den zbudowana przez uczonego i nauczyciela czterech pierwszych siogunów z rodu Tokugawa, Razana Hayashi. Sensei-den znajdował się na terenie dzisiejszego parku Ueno, ale po śmierci Razana został przeniesiony do obecnej lokalizacji przez piątego sioguna Tsunayoshi Tokugawę w 1690 roku.
Budynek został przemianowany na Taisei-den w 1797 i stał się oficjalną szkołą dla urzędników siogunatu. Na początku okresu Meiji w 1871 roku została zamknięta, a budynki wykorzystane przez różne instytucje państwowe.
Trzęsienie ziemi w Kantō (1923) zniszczyło świątynię, która została odbudowana w 1935 z odpornego na wstrząsy żelbetu. W głównym budynku (Taisei-den) znajduje się pięć posągów: Konfucjusza, Mencjusza, Yan Huia, Zengzi i Zisi. Świątynię otacza rozległy, naturalny park. Znajduje się tu duży posąg Konfucjusza z brązu (podobno największy na świecie). Wśród licznych drzew jest okaz pistacji chińskiej, wyrosły z sadzonki pobranej przy grobie Konfucjusza i przywiezionej z Chin w 1915. Yushima Seidō jest często odwiedzana przez uczniów i studentów modlących się o sukces w egzaminach wstępnych do szkoły i uniwersytetu.

## Galeria

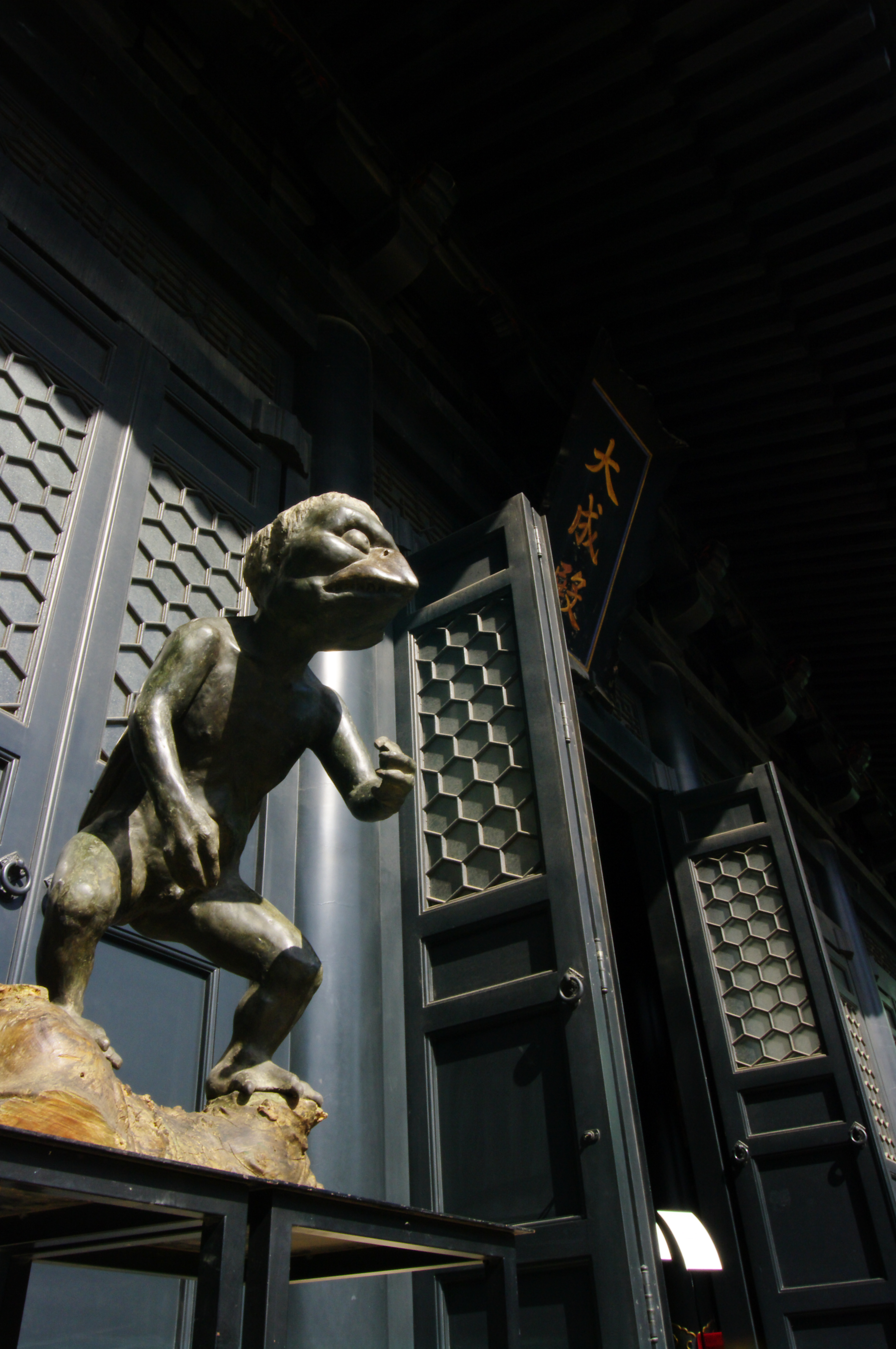
Figura tengu przed świątynią
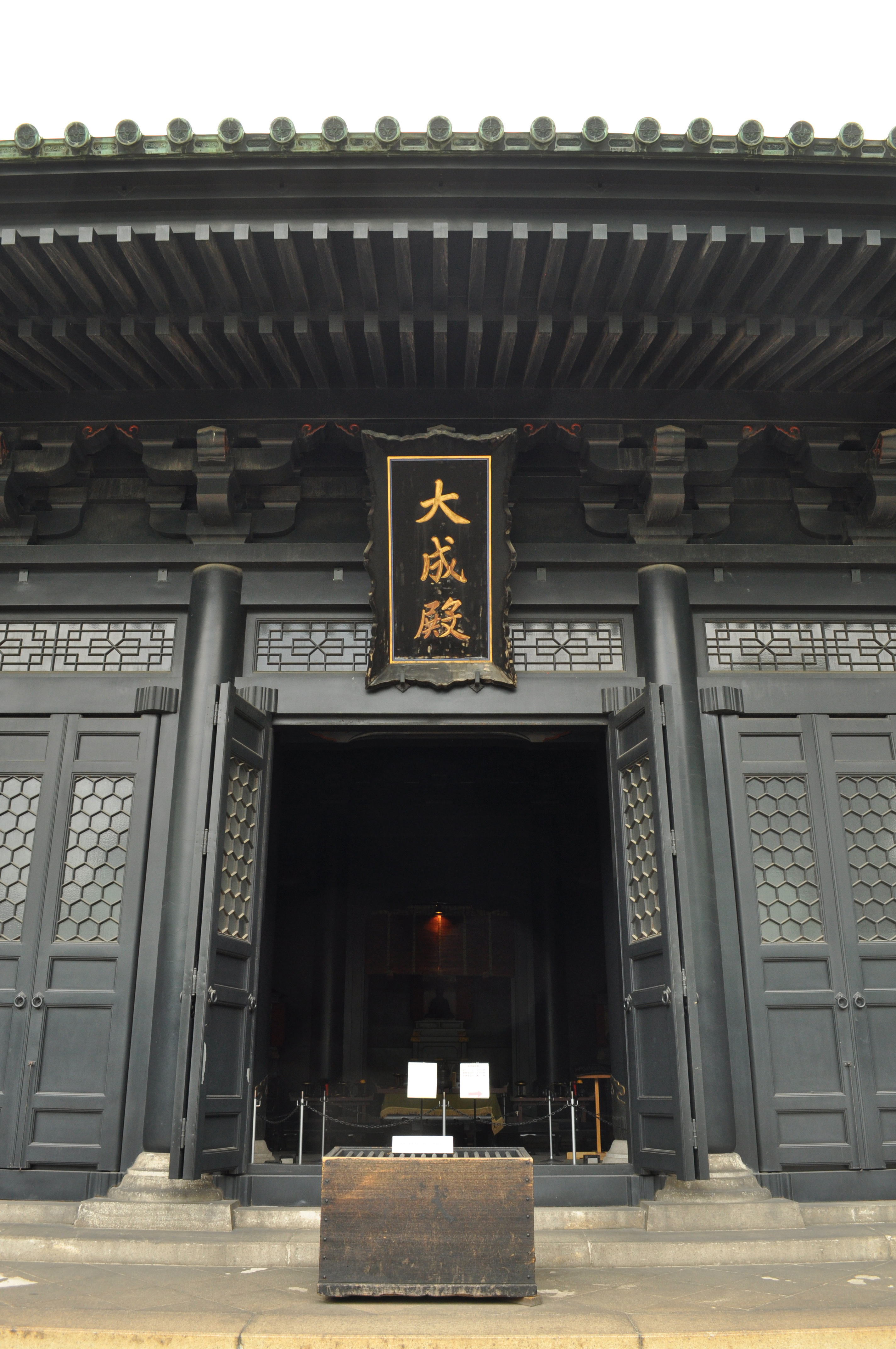
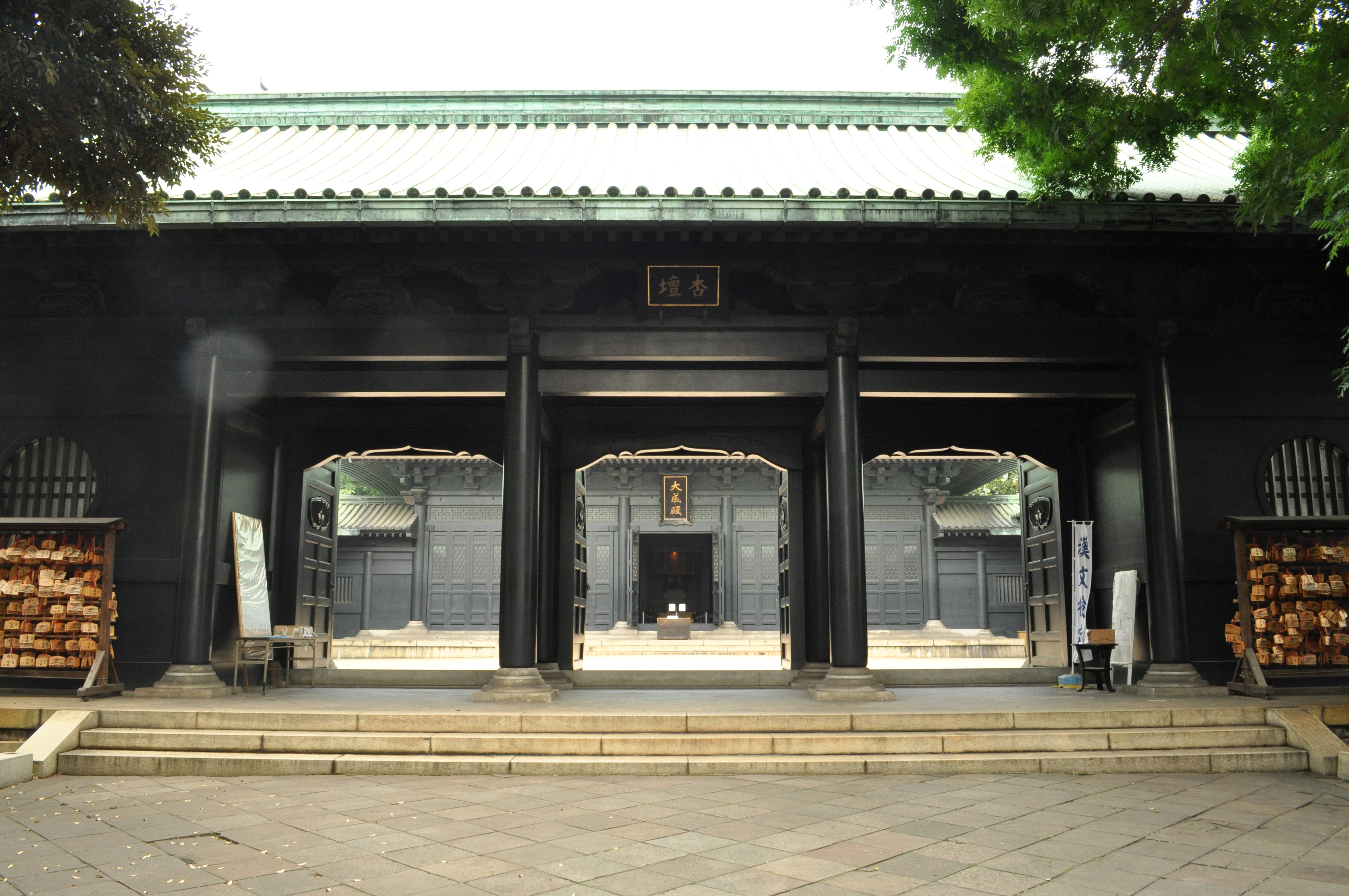